# Gottfried Höllwarth

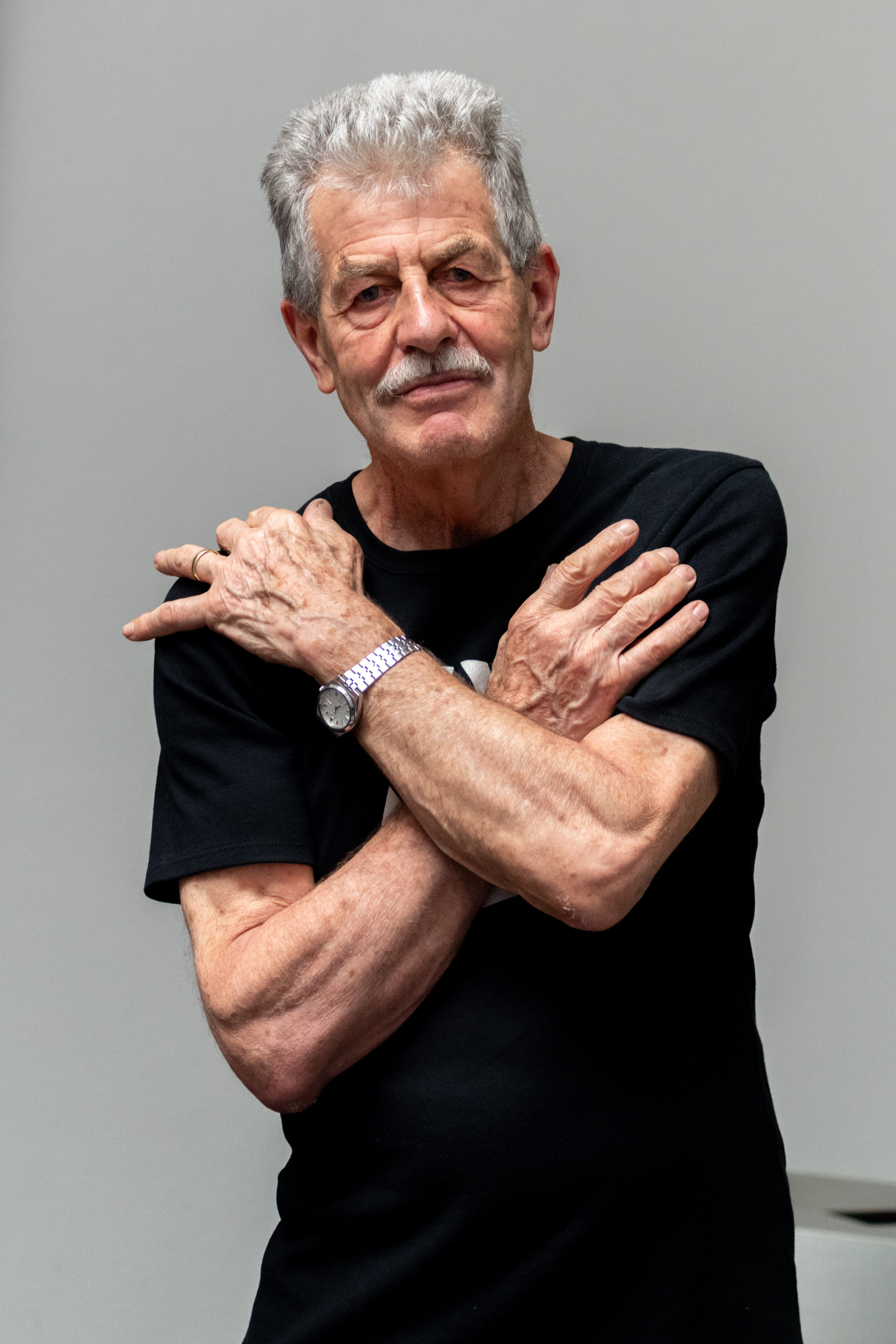
Gottfried Höllwarth (2023)

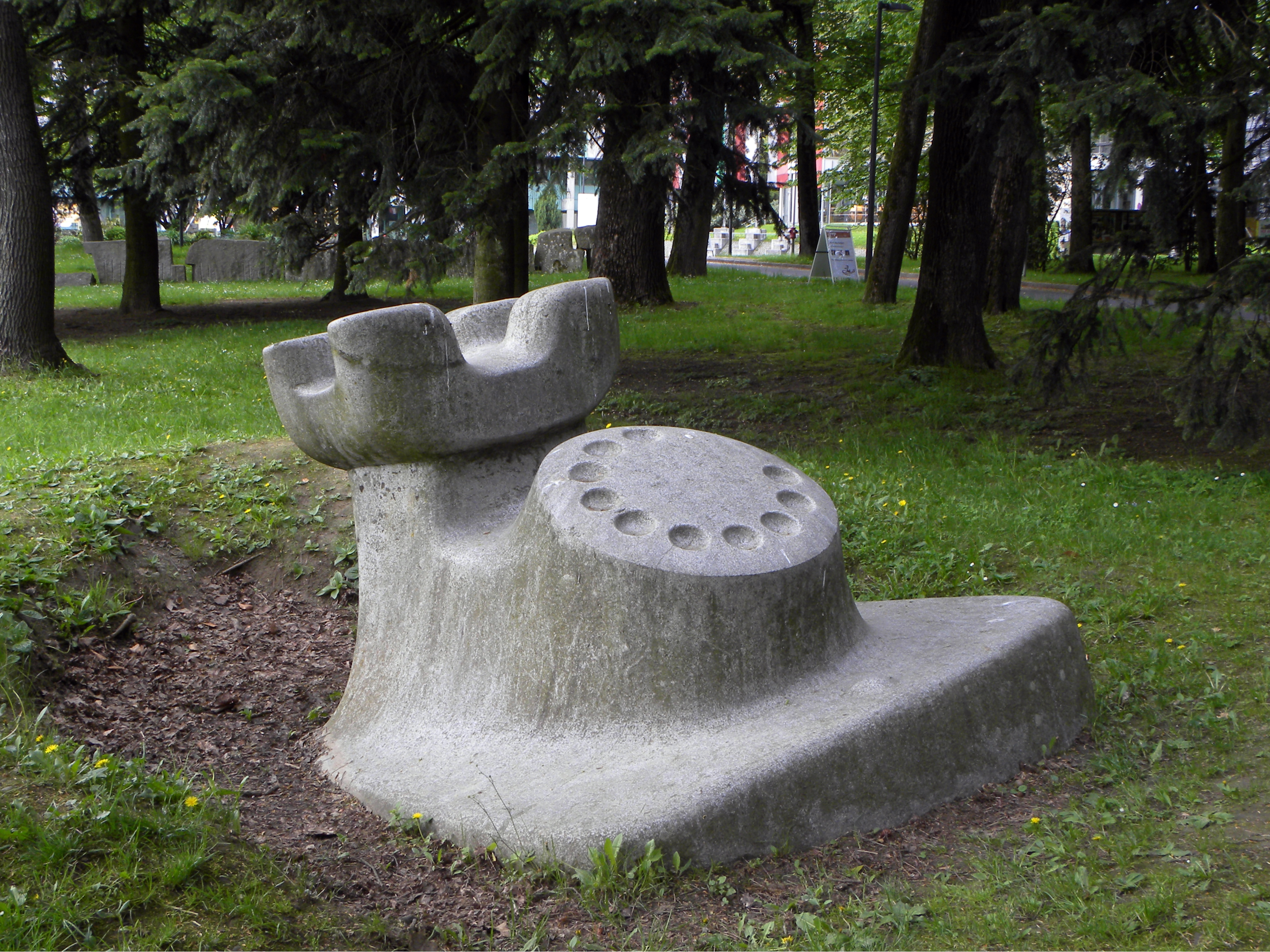
Universitätspark-Telefon, 1972, Linz

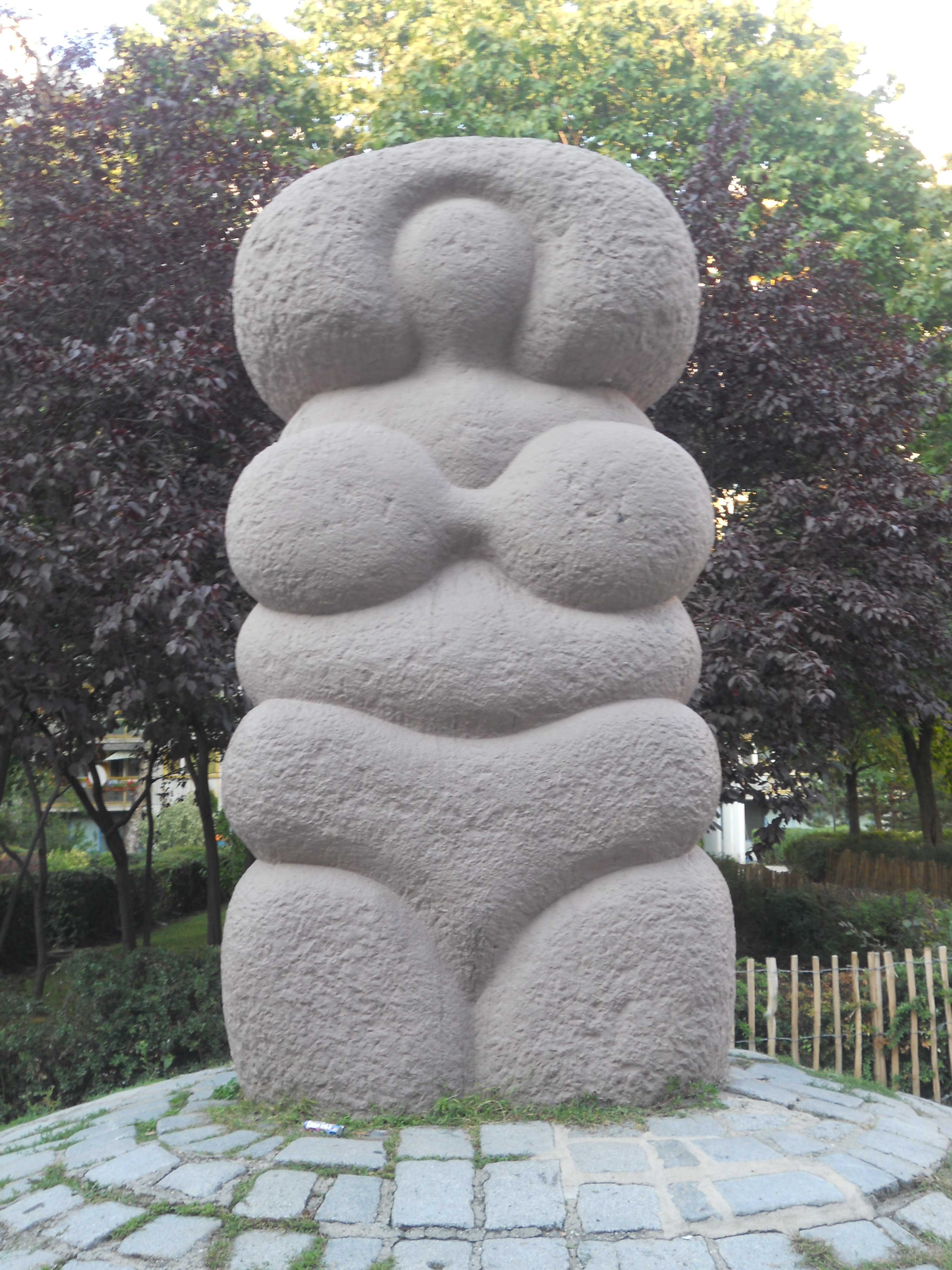
Venus, 1975, Wien

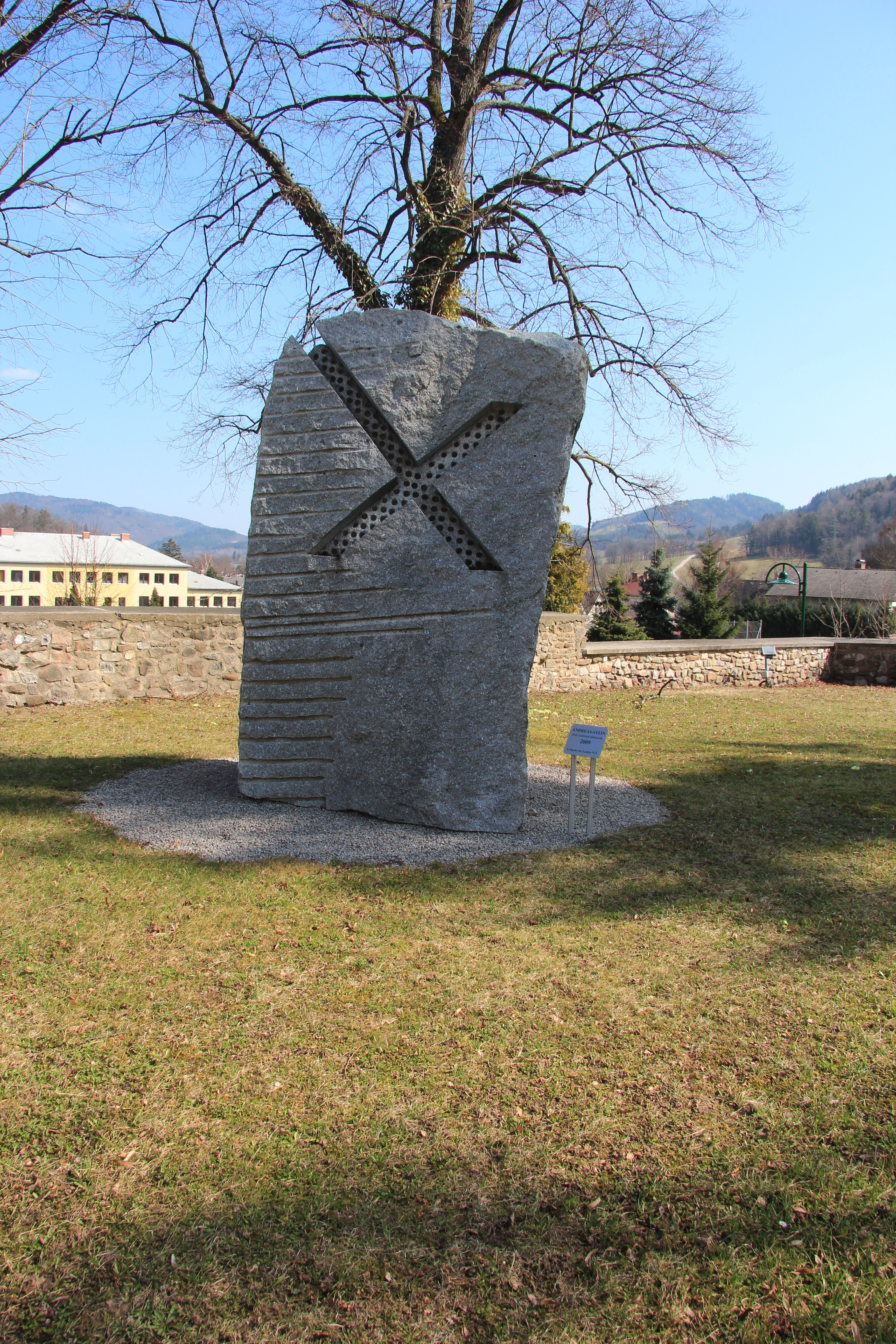
Andreaskreuz, Hainfeld

Gottfried Höllwarth (* 10. Februar 1945 in Salzburg) ist ein österreichischer Bildhauer.

## Leben
Höllwarth absolvierte in den Jahren von 1959 bis 1964 die HTL für Maschinenbau in Salzburg. Von 1964 bis 1970 studierte er Bildhauerei an der Universität für angewandte Kunst in Wien, sein Lehrer war u. a. Hans Knesl. Während seiner Grundwehrdienstzeit bei der Pioniertruppenschule in Klosterneuburg schuf er 1968 die Skulptur Pionier mit Außenbordmotor, welche sich bis zur Schließung der Magdeburg-Kaserne im Einfahrtsbereich befand; in weiterer Folge wurde sie in der Benedek-Kaserne/Truppenübungsplatz Bruckneudorf aufgestellt. Im gleichen Jahr heiratete er die Malerin Isolde Maria Joham. 1970 gründete er ein Atelier in Wien, das er 1973 nach Hainfeld verlegte.
Von 1978 bis 1990 erfüllte er einen Lehrauftrag für Projektrealisierung im urbanen Raum an der Universität für künstlerische und industrielle Gestaltung in Linz, wo er in weiterer Folge von 1998 bis 2005 eine Professur für industrielle Steingestaltung innehatte. In den Jahren 1988/89 war er Lektor für plastisches Formen an der Technischen Universität in Innsbruck. Nach fast 28-jähriger Lehrtätigkeit widmete er sich nur noch der eigenen Kunst, da es für ihn eine enorme Belastung war, neben seiner Arbeit und den weltweiten Ausstellungen noch Vorlesungen zu halten. 1989 erwarb Höllwarth eine aufgelassene Industrieanlage in Rainfeld für die Arbeit an Großskulpturen.
In den Jahren von 1998 bis 2006 unternahm Höllwarth ausgedehnte Studienreisen nach Japan, Korea und China, wo er sich mit ostasiatischer Kunst beschäftigte und auch einige Ausstellungen vor Ort beschickte.
Derzeit betreibt er das Atelier ARGE Höllwarth in der Piaristengasse in Wien-Josefstadt. Seine Tätigkeitsbereiche umfassen Bildhauerei, Umraumgestaltung und architekturbezogene Projekte. Rund um seine Villa in Hainfeld hat Höllwarth einen Skulpturenpark nach dem Muster eines japanischen Gartens angelegt, der sechs Großskulpturen auf 2000 Quadratmetern beheimatet und  öffentlich zugänglich ist.

## Auszeichnungen (Auswahl)
- 1980 Großer Bildhauerpreis des Landes Salzburg
- 1983 Wiener Festwochenpreis für Plastik[6]
- 1999 Große goldene Ehrenmedaille für bildende Kunst der Gesellschaft Bildender Künstler Österreichs, Wiener Künstlerhaus
- 2006 Ehrenmedaille der International Creativ Artists Association für besondere Verdienste im Kunstaustausch zwischen Korea und Österreich, Seoul
- 2007 Große goldene Ehrenmedaille für bildende Kunst der Gesellschaft Bildender Künstler Österreichs, Wiener Künstlerhaus[7]

## Ausstellungen (Auswahl)
- 1970 Galerie TAO, Wien (Einzelausstellung)
- 1974 Neue Galerie Wien
- 1978 Galerie Zentrum Wien
- 1982 Wiener Künstlerhaus
- 1984 Galerie Neblung, Düsseldorf
- 1994 Universität für künstlerische und industrielle Gestaltung Linz
- 1985 Art Cologne, Köln-Deutz
- 1985 Große Kunstausstellung Düsseldorf, Kunstpalast Düsseldorf
- 1994 Österreichische Plastik seit 1945, Museum Würth, Künzelsau
- 1994 Gottfried Hoellwarth-Zukunft in der Steinzeit Universität für künstlerische und industrielle Gestaltung Linz
- 1998 Steel Art Connection, Hamada-Museum of Art, Shimane, Japan
- 2005 Seoul International Art Festival, Chosun Ilbo Art Museum, Seoul, Korea
- 2006 Harbin International Art Festival, Yu Shun Art Museum, Harbin, China
- 2006 De Natura, Wiener Künstlerhaus
- 2007 Qingdao international Art Festival, Arts & Crafts City, Qingdao, China
- 2007 Peace in Seoul, Chosun Ilbo Art Museum, Seoul, Korea
- 2010 My Generation. Die exaltierte Kunst der Sixties, (Beteiligung), Niederösterreichisches Dokumentationszentrum für Moderne Kunst, St. Pölten
- 2015 Korea meets Austria, Wien[8]

## Werke (Auswahl)

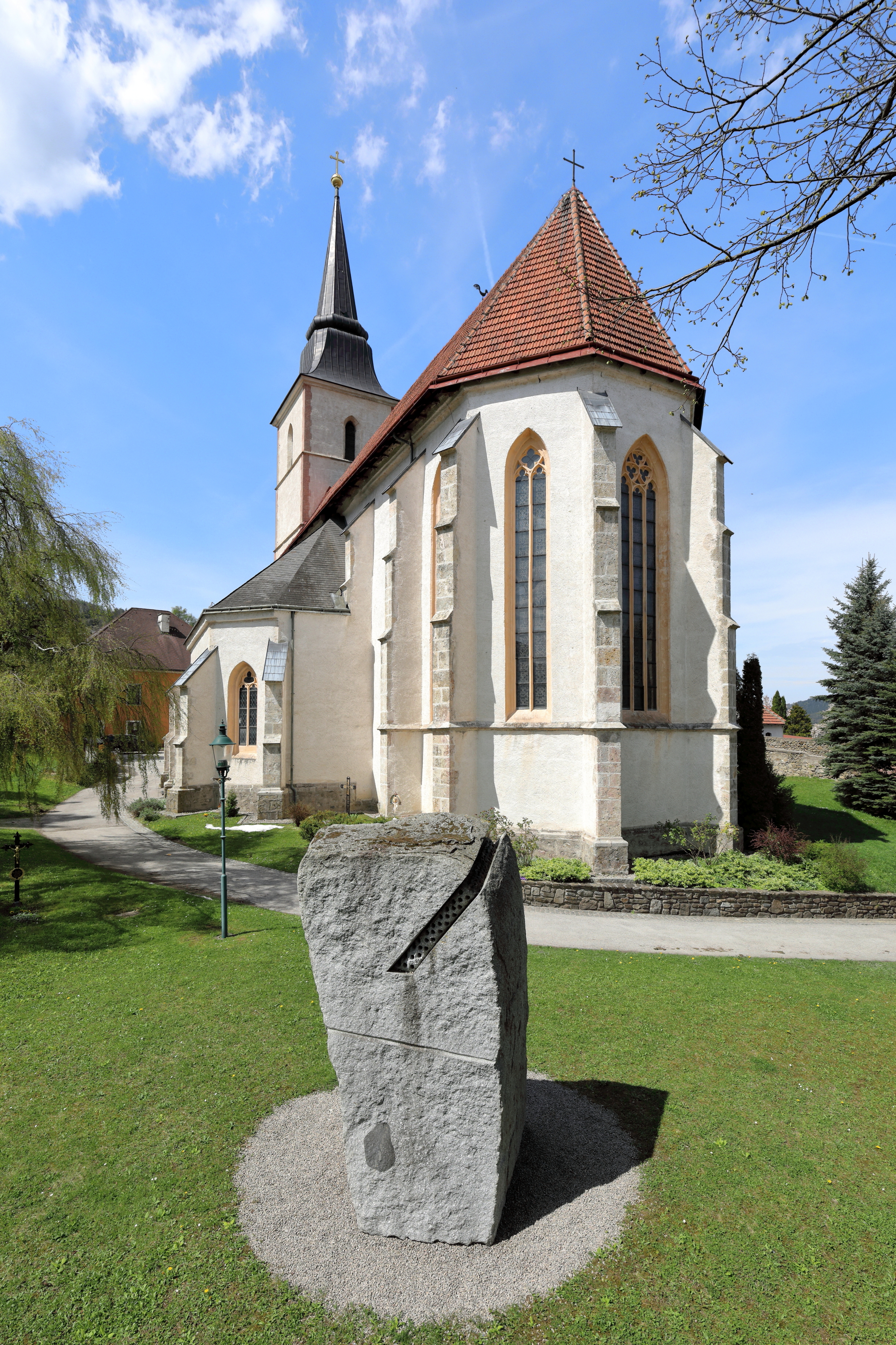
Bearbeiteter Steinblock (Andreas-Stein) am ehemaligen Friedhof in Hainfeld

- Pionier mit Außenbordmotor, 1968, Magdeburg-Kaserne, Klosterneuburg[9]
- Universitätspark Telefon, 1972, Universitätscampus Linz[10]
- Venus, 1975, Hof der Wohnhausanlage Engerthstraße 203, Wien
- Flusslandschaft, Brunnenplastik, 1986/87, Franz-Weber-Hof, Wien
- Nirostasäulen, 1997, Salzburg Uniklinikum, Campus LKH, Radiotherapie[11]
- Steinskulptur am Kreisverkehr in Leonding, Oberösterreich, 2006,[12]
- Andreaskreuz (Andreas-Stein), ein rund 18 Tonnen schwerer Steinblock, der vom Land Niederösterreich angekauft wurde und als Leihgabe am 11. September 2009 vor der Pfarrkirche in Hainfeld aufgestellt wurde.[13]

## Katalog
- Hoellwarth: Sechs Themen Transformationen. Verlag Queiser, Amstetten 2012, ISBN 978-3-200-02657-5.